# Теория коммуникации как область знания
«Теория коммуникации как область знания» (англ. Communication Theory as a Field) — это статья написанная в 1999 году Робертом Т. Крейгом (Robert T. Craig), в которой автор пытается унифицировать область знания в которой оперируют все теории коммуникаций.
Статья получила несколько наград, и стала основой для многих книг по теории коммуникаций. Статья была переведена на несколько языков.
В своей статье Крэйг утверждает, что теория коммуникаций как определённая область исследования пока ещё не существует. В том числе не существует согласия между исследователями по самому термину «коммуникации». Крейг пишет, что исследователей в области теории коммуникаций можно заставить вступить в диалог, если понять причины трений между различными теориями. Крейг выделяет 7 традиций подхода к пониманию коммуникации, описывая как именно та или иная традиция вступает в конфликт с другими традициями.

## Награды
«Коммуникационная теория как область знания» получила несколько наград (включая награду за лучшую статью) от таких сообществ, как Международная Ассоциация Коммуникации (International Communication Association), награда Golden Anniversary Monograph Award от National Communication Association. Публикация была переведена на французский и русский языки. Теория, представленная в статье также послужила основной для книги «Theorizing Communication» где соредакторами выступили Роберт Т. Крейг и Хэйди Мюллер. Так же представленная Крейгом точка зрения была активно использована в нескольких книгах, как основа для понимания области исследования теории коммуникаций.

## Концепция
В своей статье Крейг приводит своё видение теории коммуникаций, которая делает шаг в сторону объединения разобщённых подходов к данной теории. Крейг подходит к теории коммуникаций как к практической дисциплине и показывает как разные традиции теории коммуникаций могут вступить в диалог о практике коммуникации.
Эссе реконструирует теорию коммуникации как диалектико-диалогическую область знания, основываясь на двух принципах: 1) в качестве метамодели принимается конститутивная модель коммуникации, 2) теория рассматривается как метадискурсивная практика. Каждое направление в теории коммуникации опирается и апеллирует к одним положениям и оспаривает другие.
В предлагаемом подходе к теории коммуникации риторическая, семиотическая, феноменологическая, кибернетическая, социопсихологическая, социокультурная и критическая традиции в том виде, как они сложились на сегодняшний день, различаются определениями коммуникации и коммуникативных проблем, научной лексикой и теми характерными для каждой традиции общими местами, к которым они апеллируют или которые оспаривают. Крейг утверждает: «Складывается впечатление, что мы работаем не в единой теоретической области, а большей частью изолированно.» Эта неспособность участвовать в диалоге друг с другом заставляет теоретиков рассматривать связь с отдельных точек зрения и лишает их богатства, которое доступно при использовании разных точек зрения.
Крейг утверждает, что теоретики коммуникации все участвуют в изучении практической коммуникации. Таким образом, разные традиции могут иметь общую основу, из которой может формироваться диалог, хотя каждый из них имеет другую точку зрения на общение.
Коммуникационная дисциплина начиналась не как отдельная дисциплина, а через множество разных дисциплин, независимо исследующих общение. Это междисциплинарное начало отделяло теоретиков от их различных концепций общения, а не объединяло их в общей теме общения. Крейг утверждает, что разрешение этих различий в области изучения коммуникации, кроется не в объединении теории коммуникации в единую, а создание диалога между теоретиками. Диалога, который заставит все эти различные точки зрения взаимодействовать друг с другом, результатом чего должно стать новое более полное понимание коммуникации как таковой.
Для достижения этого диалога Крейг предлагает то, что он называет «Диалого-диалектическая согласованность» (в оригинале: Dialogical-Dialectical coherence), Крейг полагает, что разные теории не могут развиваться в полной изоляции друг от друга, поэтому эта диалого-диалектическая согласованность обеспечит набор предпосылок, из которых различные теории могут взаимодействовать друг с другом в рамках продуктивной аргументации. Крейг рассуждает о метатеории или теории «второго уровня» -теории, которая касается теорий коммуникаций «первого уровня». Эта метамодель теории коммуникаций поможет понять различия между традициями коммуникаций первого уровня. Постулируя этот тезис, Крейг предлагает семь традиций подхода к теории коммуникаций, и каждая из которых имеет свой собственный способ понимания коммуникации как таковой.
Крейг выделяет следующие семь традиций и их понимание коммуникации, как таковой:
1. Риторическая: рассматривает общение как практическое искусство дискурса.[24]
2. Семиотическая: рассматривает общение как взаимодействие через систему знаков.[25]
3. Феноменологическая: коммуникация как формирование отношений между субъектами.[26]
4. Кибернетическая: коммуникация как поток информации.[27]
5. Социально-психологическая: общение как взаимодействие индивидов.[28]
6. Социально-культурная: коммуникация — это производство и воспроизведение общественного порядка.[29]
7. Критическая: коммуникация — это процесс, в котором все предположения могут быть оспорены.[30]

Эти предложенные семь традиций теории коммуникации автор помещает в две отдельные таблицы. Для начала, чтобы показать для каждой традиции, как интерпретация коммуникации определяет лексикон, проблемы коммуникации и общие места. Следом за этим Крейг показывает, как аргументация между традициями будет выглядеть. Затем Крейг подчёркивает особенности каждой традиции.

### Заключение
Крейг завершает статью, предлагая исследователям: изучить, как различия в этих теориях могут пролить свет на ключевые вопросы; показать, где можно создать новые традиции; и применить теорию коммуникаций вступив в практический метадискурс по проблемам коммуникации. Крейг далее предлагает несколько будущих традиций, которые могли бы вписаться в метамодель.

## Критика
Идеи Крейга были раскритикованы Майерсом, который привёл два основных возражения: во-первых Крейг неверно истолковал метамодель, а во-вторых отсутствие каких-либо критических истин в концепции Крейга является проблемой при рассмотрении области как области знания. Метамодель истолкована неверно так как Крейг необоснованно выделяет разделяет первый и второй уровни метамодели, скрывая при этом как парадоксальность данного разделения, так и тот факт, что оно благоприятствует составной метамодели, а не какой-либо другой концепции. Также Майерс считает, что в статье не приводится никакого метода определения истины в теориях. Подводя итог, он пишет, что в метамодели должен присутствовать некий механизм, который бы уменьшил неточность истолкования и количество ошибок в оценке теорий. Он оценил идею Крейга о коллективном обсуждении без критериев оценки теорий как «вечеринку Безумного Шляпника», на которой «можно поучаствовать в беседе», но не «сообщить остальным, что пришло время расходиться.»